# Vilmos Apor
Vilmos Apor [vilmoš ápor], madžarski katoliški škof, mučenec in blaženi, * 29. februar 1892, Segesvár (Avstro-Ogrska monarhija, danes: Sighişoara, Romunija); † 2. april 1945, Győr (Madžarska).

## Življenjepis
Vilmos se je rodil v Segesvárju v Avstro-Ogrski (danes Sighişoara, Romunija) kot predzadnji od osmero otrok očetu baronu Gáborju Aporju in materi grofici Fideliji Pálffy Erdödski.
1941 je postal škof v Győru. Med vojno se je neustrašno zavzemal za preganjane Žide ne le v Budimpešti, ampak celo v Berlinu. 

### Smrt in češčenje
Ko so sovjetski vojaki 28. marca 1945 oblegali Győr, se je mnogo žena in deklet zateklo v škofijsko palačo. 30. marca je odklonil izročitev in se postavil golorok v bran z besedami: "Samo prek mene mrtvega!" Neki sovjetski častnik ga je ustrelil v glavo, v roko in trebuh. Ko je škof smrtno ranjen padel, so napadalci pobegnili. Škofa so prepeljali skozi oblegano mesto v bolnico, kjer so ga operirali pri petrolejki. Življenja pa mu niso mogli rešiti. Umirajoč je molil za duhovnike, vernike, “nesrečno madžarsko ljudstvo” in tudi za napadalce. 2. aprila  1945 je na velikonočni ponedeljek podlegel ranam. Pokopali so ga v kripto karmeličanske cerkve, 23. maja 1986 pa prenesli v győrsko stolnico.

## Beatifikacija
K blaženim ga je prištel papež Janez Pavel II. v Rimu, 9. novembra 1997.